# 放送法
放送法（ほうそうほう、昭和25年5月2日法律第132号）は、日本放送協会・放送・放送事業者に関する日本の法律である。
主務官庁は旧・郵政省を経て、総務省情報流通行政局放送政策課となった。同省総合通信基盤局をはじめ、国民保護分野で内閣官房国家安全保障局、放送持株会社で公正取引委員会経済取引局企業結合課、放送大学学園の監督で文部科学省高等教育局私学行政課など、他省庁と連携して執行にあたる。

## 概要
日本での公衆によって直接受信される目的とする電気通信の送信を行う者は、すべてこの法律によって定められたところにより規律される。
放送法は、戦前の無線電信法に代わるものとして電波法、電波監理委員会設置法とともに電波三法の一つとして1950年（昭和25年）5月2日に公布、同年6月1日より施行された。これによって日本放送協会（NHK）は同法に基づく特殊法人と規定されて、社団法人（現・一般社団法人）から公共企業体へと改組されることとなった。
また、NHK以外の事業者（民間放送事業者）の設置が認められて以後の放送に関する基本法となった。その後、1959年（昭和34年）に放送番組審議会の設置義務付け規定の設置や1988年（昭和63年）の全面改正、2010年（平成22年）の有線電気通信を用いる放送の法統合及び条名整理など、さまざまな改正が行われて現在に至っている。

## 構成
目次
- 第1章　総則（第1条、第2条）
- 第2章　放送番組の編集等に関する通則（第3条 - 第14条）
- 第3章　日本放送協会（第15条 - 第87条）
- 第4章　放送大学学園（第88条 - 第90条）
- 第5章　基幹放送（第91条 - 第125条）
- 第6章　一般放送（第126条 - 第146条）
- 第7章　有料放送（第147条 - 第157条）
- 第8章　認定放送持株会社（第158条 - 第166条）
- 第9章　放送番組センター（第167条 - 第173条）
- 第10章　雑則（第174条 - 第182条）
- 第11章　罰則（第183条 - 第193条）
- 附則

目的は、放送を公共の福祉に適合するように規律し、その健全な発達を図ることにある（第1条）。また、番組編集についての通則として、何人からも干渉・規律されない（第3条）とし、義務として、公安・善良な風俗を害しない、政治的公平、報道は事実をまげない、意見が対立している問題はできるだけ多くの角度から論点を明らかにすること（第4条第1項）を定めるとともに、放送番組の種別（教養番組、教育番組、報道番組、娯楽番組等）及び放送の対象とする者に応じて編集の基準を定め、それに従い放送番組の編集をしなければならない（第5条第1項）。

## 放送事業者
まず本法を設立根拠とし、かつ全国に向け公共放送を行うことを主目的とする日本放送協会（NHK）、及び本法の根幹である放送番組編集通則の大幅な適用除外規定を設ける必要が生じる放送大学学園に関する規定が設けられている。
それらを含めて物理的な伝送形態により基幹放送事業者と一般放送事業者に大別し、それぞれについて規定している。また、視聴料の有無の観点からみた、有料放送事業者の規定もある。
日本放送協会（NHK、協会）
NHKが行う、または委託できる業務内容や役員、委員会等の人事、受信料や会計の方法といった定款制定や経営基盤に関する規制事項、行わなければならない、または行えない業務についての大原則を定めており、これらの新設または変更、または廃止に国会の承認を要することによって、公共放送機関としての地位及び公共性を担保している。ただし法人の住所及び損害賠償責任については一般社団法人及び一般財団法人に関する法律（一般法人法）を、NHKが発行できるとしている債券（放送債券）の一部規定については会社法及び社債、株式等の振替に関する法律（社債等振替法）をそれぞれ準用している。
また、B-CASカードがないとNHKが視聴できないことは「放送法第20条第11項に違反する」との解釈もある。
11 　協会は、基幹放送の受信用機器又はその部品を認定し、基幹放送の受信用機器の修理業者を指定し、その他いかなる名目であつても、無線用機器の製造業者、販売業者及び修理業者の行う業務を規律し、又はこれに干渉するような行為をしてはならない。
放送大学学園（学園）
学園は放送大学学園法を設立動機法とする学校法人（設立根拠法は私立学校法）であり、法人運営原則については放送大学学園法、教育原則については学校教育法による。したがって放送法においては、学園の業務のうち教育に必要な放送業務、それに附帯する業務（放送大学学園法第4条第2号及び3号）の具体的原則の一部を定めており、学園が行える、または行えない業務などについて規定している。具体的には、番組の調和に関する規定や、災害放送に関する規定などが免除され、基幹放送及び一般放送に関する制限についての変更がある。
基幹放送事業者
放送の用に専ら、または優先して割り当てる周波数を用いた無線局（基幹放送局）による放送を行う者である。基幹放送は基幹放送局提供事業者が保有・運用する放送局設備を利用し、放送法による認定を受けた認定基幹放送事業者が行うことを基本とするが、地上基幹放送に限り、2010年改正前と同様に自己保有する放送局設備を用い電波法による無線局免許を受けた事業者である特定地上基幹放送事業者が行うこともできる。
一般放送事業者
基幹放送事業者以外の放送事業者をいう。具体的には東経110度旋円偏波を除く衛星放送、有線テレビジョン放送・有線ラジオ放送およびエリア放送を行う事業者である。これらの内、衛星放送および一定規模以上の有線テレビジョン放送については総務大臣の登録を受ける必要があるが、これ以外は総務大臣または都道府県知事への届出ですむ。従前の届出先は総務大臣のみであったが、2016年4月より、同一都道府県内で基幹放送の再放送をするのみの事業者の届出先は総務大臣から都道府県知事となった。
有料放送事業者
文字通り、有料視聴契約を結んだ視聴者に限定した番組の放送を行う基幹放送事業者、または一般放送事業者をいう。なお同じ第7章では有料放送の視聴契約によらない受信を禁じている（第157条）が、放送法上で放送を受信している、または受信しようとする側に課している規定は、同条以外では第3章（日本放送協会）の放送受信契約の締結義務（第64条第1項及び第4項）のみである。

## その他の事業者
放送法において放送に関連する事業者として、基幹放送局提供事業者、有料放送管理事業者、認定放送持株会社及び放送番組センターについても規定している。
基幹放送局提供事業者
第117条ほか。2010年の改正において旧受託放送事業者が放送事業者の定義から外れた。この内、衛星基幹放送・移動受信用地上基幹放送に係る放送局を保有・運用する者を放送法上に残し、かつ従来の地上波放送のハード・ソフト事業者分離を可能とするべく、地上基幹放送に係る基幹放送局供給業務を行う者を追加したものである。なお、一般放送の旧受託放送事業者については、旧衛星役務利用放送に係る電気通信役務提供事業者と統合され、電気通信事業法や電波法によって規制する体制へ移行している。
有料放送管理事業者
第152条ほか。多数の有料放送事業者と視聴者の契約を媒介する事業者。1990年代から放送関連法令の規制対象とならない同種事業者が存在していたが、衛星放送の有料多チャンネル化が進み、放送施策上重要な立場となってきたことから、2007年の改正で新たに盛り込まれ、総務大臣への届出が必要な事業となった。
認定放送持株会社
第159条ほか。有料放送管理事業者の規定と同時に法成立し、総務大臣の認定により従来のマスメディア集中排除原則を緩和、複数の放送事業者を支配する純粋持株会社の設立を可能とした。
放送番組センター
第167条ほか。総務大臣が放送番組センターに指定する1団体を、放送番組の収集・提供等を行う業務に充てさせることができる。

## 改正
廃案となった、主要な改正案についても記載する。

### 1952年改正
- 受信契約の締結義務をテレビ放送にも拡大

### 1953年改正案
廃案となった。
- NHK経営委員会の地域制の廃止
- NHKに対する郵政大臣の監督権限の強化

### 1959年改正案
民放の新規開局が盛んだった時期であり、番組規制のあり方が変更された。
- 番組調和原則の導入
- 放送番組審議機関の新設
- NHK経営委員会・役員に関する規定の整備
- 放送番組供給に関する協定の制限

### 1966年改正案
廃案となった。
- 放送法の目的に「教育の目的の実現と教養の向上」を追加
- NHK・民放の併存を明文化
- NHK・民放の共同で放送世論委員会を設置
- 受信料支払い義務化
- 民放の事業免許制を導入

### 1967年改正
- ラジオ放送の受信契約・受信料を廃止

### 1968年改正案
1968年に小林武治郵政大臣が放送法の改正案を明らかにしており、NHK会長の政府任命制、NHK受信料の政府認可制、放送局に対し勧告権をもつ「放送世論調査委員会」の設置、民間放送の事業免許制（1968年現在は施設免許制）などが含まれていたが、政治問題化して実現しなかった。

### 1982年改正
- テレビ放送に音声多重放送・文字多重放送を導入
- 赤字体質改善のため、NHKが民間企業に出資することを許可（営利事業の一部解禁）
- 外資規制の導入
- 災害放送の義務づけ

### 1987年改正
- カナダ放送協会・ラジオ・フランス・アンテルナショナルとNHKの八俣送信所との、中継国際放送（国際放送送信設備の相互利用）を可能に

### 1988年改正
全般にわたる見直しを行った。
- 番組編集に関する条項を、NHK・民放の両方に適用
- 放送番組審議機関の設置義務の除外規定を作成
- 番組調和原則の適用範囲を限定

### 1989年改正
- 衛星放送（BS・CS放送）の開始に伴い、受託放送事業者・委託放送事業者を導入
- NHKの業務委託に関する規定の整備
- 放送番組センターを法的に位置づけ

### 1990年改正
- 難視聴解消を目的とした、受信障害対策中継放送の整備

### 1995年改正
- 訂正放送・取消し放送の請求期間を延長

### 1997年改正
- 字幕放送を推進するため、努力義務を規定
- 放送番組審議機関の機能強化

### 1998年改正
- BSデジタル放送に備え、NHKの業務に委託国内放送業務を追加

### 1999年改正
- データ放送の実施を可能にするため、テレビ放送の定義を変更

### 2005年改正
- 外資規制の実効性を高めるため、間接出資規制を導入

### 2007年改正
2001年放送の「シリーズ「戦争をどう裁くか」第2夜「問われる戦時性暴力」」をめぐる紛糾を前提に、日本放送協会が制作する番組の内容を監視するために、NHK経営委員会の監督を強めようとした与党原案に対して、民主党が反対して削除、また、経営委員会の個々の編集への介入を禁止。また、日本国政府が国際的地域を指定した「命令放送」ができたのを「要請放送」「邦人の生命、財産の保護、国の重要な政策にかかる事項」と狭く規定した。その他、インターネット、ワンセグ放送、地上デジタル放送への法律対応など。
- NHK関係のガバナンス強化、番組アーカイブの提供、命令放送制度の見直し
- 国際放送「NHKワールドTV」の制度化
- 認定放送持株会社制度の導入
- 有料放送管理業務の制度化

### 2009年改正
- 地上デジタル音声放送に備え、携帯端末向けマルチメディア放送に関する制度を整備
- 電波利用料を地上デジタルテレビ放送の整備に活用することができるようにする

### 2010年改正
2010年（平成22年）3月5日の鳩山由紀夫内閣の閣議にて「放送法等の一部を改正する法律案」が決定された。この案では放送関連4法（放送法、有線ラジオ放送法、有線テレビジョン放送法、電気通信役務利用放送法）が新たな「放送法」として統合され、「放送」の定義自体も変更するなど、通信・放送法体系の見直しを60年振りに行うことになった。第174通常国会では衆議院通過も参議院審議未了のまま会期満了により一旦廃案となったが、同年10月に菅直人第一次改造内閣が同文のまま改めて閣議決定し、第176臨時国会へ提出した。
そしてNHKの経営委員会にNHK会長を加えるとの規定の削除や、同じ資本が新聞やテレビなど複数のメディアを支配する「クロスメディア所有」規制の見直しに言及した附則の削除など、修正案に与野党が同意した上で、11月26日に改正が成立。12月3日公布され、同日及び翌年3月1日、同月31日にそれぞれ一部、2011年6月30日に完全施行。
- マスメディア集中排除原則の基本の法定化
- 放送における安全・信頼性の確保

### 2014年改正
マスメディア集中排除原則の規制緩和、放送局の県域統合等の規制緩和、国際放送（NHKワールドTV）の恒久化、NHKオンデマンド、NHK Hybridcastの本格的な実施を可能とすることを盛り込んだ改正案が6月27日に公布。1年以内の政令が定める日に施行。
- 地上波デジタル化で疲弊した地方民放局の経営救済（持ち株会社による子会社化可能数・株式保有比率の上限緩和）
- 経営難により放送設備の維持が困難になる恐れのある過疎地放送を維持するため、隣接県の放送局と統合し1つの放送局で複数の県域放送を行う事を特例として認める。
- NHK放送業務の国際化。
- NHK放送番組の動画配信規制を緩和。

### 2024年改正
2024年5月17日、参議院本会議（第213回国会）で賛成多数で可決された。インターネットを通じた番組提供をNHKの必須業務とすることを柱としている。

## 政治的公平性に関する問題
有限な資源ともいうべき電波の周波数帯域を利用して放送が行われる一方で、テレビ・ラジオ等放送を行うためには膨大な設備投資を行う必要と反面で巨大な利権となりうる可能性、放送された内容が大きな社会的・政治的影響力を持つ可能性があるため、その利用の公正さの確保と政治からの独立確保が問題となる。また、放送法および電波法に違反した場合には、電波法第76条を根拠とした無線局の運用停止や免許の停止・取り消しなどを行うことができると電波法に規定されている。そのため、具体的には、あらたな無線局の免許を出す際に誰に出すかをめぐって、あるいは、もし免許の制限・停止・取消等を行う際にはその公正さをめぐって、また、それらを武器に政府側が放送内容に干渉を行わないか、それらが放送事業者に委縮効果をもたらさないかといったことが、問題となりうるとされてきた。
また、放送法第一条第二項では「放送の不偏不党、真実及び自律を保障することによつて、放送による表現の自由を確保すること」、第四条第一項第二号では放送事業者が「政治的に公平であること」が定められている。
これについて、法曹家には元東京第二弁護士会会長の川端和治のように、戦前のマスコミに言論統制が課され、それがもたらした苦い経験に鑑み、第一条第二項は政府側に課されたものであり、第四条第一項二号は放送事業者へのあくまでも倫理規範だとする説も強い。しかし、政府側は、第四条第一項二号に放送事業者が反した場合、免許を取り消すことも出来るとの立場をとってきた。ただし、その場合も、あくまで一つ一つの番組についてではなく、放送事業者の番組全体を見て判断すべきとの見解であった。
しかし、2015年5月当時の高市早苗総務大臣は、参院総務委員会で内容が極端な場合は一つの番組であっても問題になりうるとの総務省見解を披歴、さらに2016年2月の衆院予算委員会では、政治的公平さの欠落を理由とした免許取消も一般論としてありうることを述べた。なお、令和2年12月発行の情報通信振興会『放送法逐条解説』（金澤薫 (元総務事務次官)監修）では「放送される番組全体を見て判断すべき」と記載された従来の内容は変更しなかった。
2018年、当時の内閣総理大臣だった安倍晋三は総務省や日本民間放送連盟（民放連）などに対して、放送法第四条の撤廃を検討していることを明らかにした。しかし、政治的公平性撤廃の代わりとして、外資規制やマスメディア集中排除原則などについても廃止を容認するよう要請したことから、当時民放連副会長で日本テレビ放送網社長だった大久保好男を始めとした放送局や新聞社が激しく反発したため、安倍によるこの改革案は撤回となった。
2023年3月、立憲民主党の小西洋之参議院議員の国会質問により、この一連の動きが当時の安倍官邸側からの「今までの解釈がおかしい」との働きかけによるものであることが明らかにされた。官邸圧力による解釈変更ではないかということが問題とされる中、松本剛明総務相は、一つの番組であっても内容が極端な場合には問題になりうるとの高市見解を踏襲、さらにこれは当初1964年の政府参考人答弁から変わるものでなく、解釈を変更したものではないとの見解を主張した。

## 主な事件・処分
以下に、放送法に違反したとされる実例を記載する。
- 椿事件（1993年）
- 発掘!あるある大事典（2004年）
- NHK番組改変問題（2001年、2005年）
- WINJの委託放送業務の認定取消し（2007年） - いわゆる放送免許の剥奪。詳細はWorld Independent Networks Japanを参照。
- NHKスペシャル シリーズ 「JAPANデビュー」・第1回に関する問題（2009年）
- TBS不二家捏造報道問題（2009年）
- 東北新社の外資規制問題（2021年）

## その他の事件・処分
- 山形テレビは、自民党一党だけの政党広報番組を85分間放送。総務省は、「他の政治的主張や意見を取り入れる余地がない。厳格な政治的公平性が求められる」とし、放送は政治的公平に反したとして厳重注意。（2004年）[17]
- TBSは「サンデージャポン」で、柳澤伯夫厚生労働大臣の国会発言を不正確に編集し放送。「柳沢厚労相発言！街の人々の反応」として、登場人物に収録時間や質問事項を事前に伝えインタビューに応じさせていた。総務省は虚偽報道として厳重注意。 （2007年）[18]
- TBSは、「情報7days ニュースキャスター」の「地方自治特集」で、大阪府南部を通る国道26号と大阪府道の清掃作業をめぐり、通常実施しない清掃作業を業者に依頼し、国と地方の「二重行政の現場」として報道。虚偽報道として総務省から厳重注意の行政指導を受けた。（2009年）[19]
- 橋下徹大阪市長が代表を務める大阪維新の会は、朝日放送の『おはようコールABC』について、放送法4条に違反するとして、BPOに審査を申し立てた。「大阪都構想」に否定的な見解を持つ藤井聡京都大学教授の出演が、政治的公平に反すると主張。朝日放送は藤井氏の出演を見合わせることを発表した。（2015年）[20]